# Juan Díaz del Moral
Juan Díaz del Moral (Bujalance, 24 de enero de 1870–Madrid, 7 de noviembre de 1948), fue un notario e historiador español.

## Biografía
Nacido el 24 de enero de 1870 en Bujalance en el seno de una familia de labradores, esta condición no le impidió estudiar el Bachillerato en el colegio de la Asunción de Córdoba y licenciarse y doctorarse en Filosofía y Letras y Derecho en la Universidad de Sevilla. En esta universidad ejerce de profesor de Metafísica posteriormente, lo que le permitió relacionarse con  Federico de Castro y posteriormente en Madrid, con Francisco Giner de los Ríos. Así entró en contacto con los planteamientos reformistas de la Institución Libre de Enseñanza. En 1898 se trasladó a Bujalance para hacerse cargo de la notaría local, que ocupó hasta 1935. Durante la Segunda República, perteneció a la Agrupación al Servicio de la República, por la que fue parlamentario entre 1931 y 1933. Este protagonismo político causó su traslado forzoso a Caravaca de la Cruz una vez acabada la Guerra Civil.
Falleció el 7 de noviembre de 1948 en Madrid.

### Actividad política e intelectual
Su actividad política se desarrolla sobre todo durante la Segunda República Española. Es elegido diputado por la provincia de Córdoba en las elecciones de junio de 1931 acudiendo a dichas elecciones como miembro de la Agrupación al Servicio de la República, que tenía como líder a Ortega y Gasset. Su labor en las Cortes republicanas estuvo centrada en la discusión del proyecto de la Reforma Agraria. Su actividad intelectual ha quedado materializada en colaboraciones en la prensa cordobesa y en la revista España, fundada por Ortega y Gasset. Entre sus obras destacan la Historia de las Agitaciones Campesinas Andaluzas (1929) y Las reformas agrarias en Europa (publicada tras su muerte)

## Historia de las agitaciones campesinas andaluzas
Se trata de un trabajo de especial relevancia para la comunidad científica. Editado en 1929, fue calificado por Manuel Tuñón de Lara como "modelo de historia social de nuestra patria". Estudia las organizaciones obreras y patronales de la provincia de Córdoba y su conflictividad centrándose en el periodo 1918-1920, el Trienio Bolchevique. Esta denominación de "trienio bolchevista" se debe a Díaz del Moral, que llama así a un periodo de enorme agitación revolucionaria en Andalucía, sobre todo aglutinada por los anarcosindicalistas de la CNT, mucho más que por los socialistas, alentada por las noticias del triunfo de la revolución bolchevique en Rusia, la Revolución de Octubre. Nótese la influencia de su ciudad natal, centro agrícola y campesino de orientación anarcosindicalista durante la época.